# Chavadal, Shirhatti
Chavadal là một làng thuộc tehsil Shirhatti, huyện Gadag, bang Karnataka, Ấn Độ.